# Laura Linneyová
Laura Leggett Linneyová (nepřechýleně Linney; * 5. února 1964, New York City, New York, Spojené státy americké) je americká herečka. Je držitelkou několika ocenění, včetně čtyř cen Emmy a dvou Zlatých glóbů.
Linneyová debutovala na Broadwayi v roce 1990 a získala pět nominací na cenu Tony za divadelní hry Zkouška ohněm (2002), Sight Unseen (2004), Time Stands Still (2010), The Little Foxes (2017) a My Name Is Lucy Barton (2020). Získala čtyři ceny Emmy za role v pořadech Iris (2001), Frasier (2003–2004), John Adams (2008), Ve znamení raka (2010–2013). Ztvárnila roli Wendy Byrdeové v kriminálním seriálu Ozark (2017–2022), za níž obdržela tři nominace na cenu Emmy.
Účinkuje také ve filmech. Svůj filmový debut zaznamenala ve filmu Lék pro Lorenza (1992) a obdržela nominace na Oscara za dramata Na mě se můžeš spolehnout (2000), Kinsey (2004) a Divoši (2007). Dále hrála ve filmech Prvotní strach (1996), Truman Show (1998), Tajemná řeka (2003), Láska nebeská (2003), Sépie a velryba (2005), Holka na hlídání (2007), Královský víkend (2012), Mr. Holmes (2015), Sully: Zázrak na řece Hudson (2016) a Noční zvířata (2016).

## Životopis
Narodila se na Manhattanu. Její matka, Miriam Anderson „Ann“ Perse (rozená Leggett), byla zdravotní sestra, která pracovala na Memorial Sloan-Kettering Cancer Center a její otec, Romulus Zachariah Linney IV, byl známý dramatik a profesor. Léta trávila se svým otcem v New Hampshire a od svých jedenácti let začala spolupracovat s místní divadelní skupinou. Její prapradědeček z otcovy strany byl republikánský kongresman Romulus Zachariah Linney. Má nevlastní sestru jménem Susan z druhého manželství svého otce.
V roce 1982 odmaturovala na Northfield Mount Hermon School. Poté navštěvovala Northwestern University, než přestoupila na Brownově univerzitě, kde studovala herectví a zapojovala se do školního divadelního kroužku. Během posledního ročníku na univerzitě si zahrála v jedné z otcových her, dramatu Childe Byron. 
Studium na Brownově univerzitě úspěšně ukončila v roce 1986 a získala bakalářský titul. Poté šla studovat herectví na Juilliard School jako členka Skupiny 19 (1986–1990), ve které byla také Jeanne Tripplehorn. V roce 2003 obdržela čestný titul Doctor of Fine Arts.

### Osobní život
Linneyová se v roce 1995 vdala za herce Davida Adkinse, ale v roce 2000 se rozvedli. V roce 2007 se zasnoubila s drogovým a alkoholovým poradcem Marcem Schauerem. Svatba proběhla v květnu 2009 a k oltáři ji vedl herec Liam Neeson. Dne 8. ledna 2014 porodila syna. Byla hostem a moderátorkou We Are One: The Obama Inaugural Celebration dne 18. ledna 2009.

## Kariéra

### 1990–1999
Linneyová nejprve účinkovala v menších rolích v několika filmech na počátku 90. let, včetně filmů Lék pro Lorenza (1992), Nevinné tahy (1993) a Dave (1993). V roce 1993 ztvárnila hlavní roli Mary Ann Singleton v minisérii Tales of the City. Do role Mary Ann Singleton se vrátila v roce 1998 v minisérii More Tales of the City. V říjnu 1994 ztvárnila hostující roli Marthy Bowen v jedné epizodě detektivního seriálu Zákon a pořádek. Ztvárnila blonďatou americkou zpěvačku, která úspěšně tvrdila, že má „syndrom týrané ženy“ v obraně před vraždou japonského obchodníka.
V průběhu devadesátých let se Linneyová hojně objevovala na jevišti na Broadwayi, včetně divadelní hry Hedda Gablerová, za kterou v roce 1994 obdržela Joe A. Callaway Award, a v revivalu hry Holiday mezi prosincem 1995 a lednem 1996.
Poté byla obsazena do řady úspěšných thrillerů, včetně filmů Kongo (1995), Prvotní strach (1996) a Absolutní moc (1997). Svůj hollywoodský průlomový výkon zaznamenala v roce 1998, kdy byla vyzdvihována za roli manželky postavy Jima Carreyho v komediálním dramatu Truman Show režiséra Petera Weira.

### 2000–2009
V roce 2000 si zahrála ve filmu Na mě se můžeš spolehnout po boku Marka Ruffala a Matthewa Brodericka. Film se setkal s pozitivními recenzemi od kritiků s 95% hodnocením na serveru Rotten Tomatoes. Linneyová byla za svůj výkon nominována na Oscara za nejlepší ženský herecký výkon. V roce 2001 si zopakovala roli Mary Ann Singletonové ve filmu Historky z města. V roce 2002 si zahrála ve filmu Iris po boku Geny Rowlands a získala svou první cenu Emmy za nejlepší ženský herecký výkon v hlavní roli v minisérii nebo TV filmu.
V roce 2002 si zahrála hlavní roli v revivalu divadelní hry The Crucible na Broadwayi po boku Liama Neesona ve Virginia Theatre, která probíhala od března do června téhož roku. Za svůj výkon obdržela nominaci na cenu Tony za nejlepší herečku. Ve stejném roce se objevila na dětském CD Sandry Boynton Philadelphia Chickens po boku Meryl Streepové, Kevina Klinea a Patti LuPone, Linneyová zpívala píseň Linney zpívá píseň „Please Can I Keep It?“.
V roce 2003 účinkovala ve filmu Tajemná řeka režiséra Clinta Eastwooda po boku Seana Penna, Tima Robbinse and Marcie Gay Harden. Linneyová za svůj výkon obdržela nominaci na cenu BAFTA. Téhož roku účinkovala v populární romantické komedii Láska nebeská po boku Hugh Granta, Emmy Thompsonové, Alana Rickmana, Colina Firtha a Liama Neesona. Také se objevila ve filmu Život Davida Galea po boku Kate Winslet a Kevina Spaceyho.
V roce 2004 ztvárnila ve filmu Kinsey manželku titulní postavy. Byla nominovaná na Oscara za nejlepší herečku herečku ve vedlejší roli, Zlatý glóbus a Cenu Sdružení filmových a televizních herců. Ve stejném roce ztvárnila vedlejší roli Charlotte, v kritiky uznávaném komediálním seriálu Frasier. Za svůj výkon získala druhou cenu Emmy za nejlepší herečku v hostující roli v komediálním seriálu. Zahrála si v Broadwayské inscenaci hry Sight Unseen v Biltmore Theatre, která probíhala od května do července 2004. Za svůj výkon obdržela druhou nominaci na cenu Tony.
V roce 2005 ztvárnila hlavní roli komediálním dramatu Sépie a velryba režiséra Noaha Baumbacha po boku Jeffa Danielse a Jesseho Eisenberga. Film získal pozitivní recenze od kritiků, na serveru Rotten Tomatoes obdržel 93% hodnocení. Za svůj výkon obdržela nominaci na Zlatý glóbus. Linneyová se objevila v politické satiře Man of the Year (2006) po boku Robina Williamse a komediálním dramatu Holka na hlídání po boku Scarlett Johansson a Chrise Evanse, založeném na knize Emmy McLaughlin a Nicoly Kraus.
V roce 2006 také ztvárnila roli Claire v australském seriálu Jindabyne po boku Gabriela Byrnea. Film byl natočen ve stejnojmenném městě na jihozápadě Nového Jižního Walesu. Ve filmu učiní skupina mužů na rybářském výletu nemorální rozhodnutí odložit oznámení o nálezu těla zavražděné domorodé ženy. Claire, manželka jednoho z mužů (hraného Gabrielem Byrnem), se snaží pochopit důvody takové bezohlednosti a její manželství je přivedeno na pokraj.
Objevila se také ve filmu Tamary Jenkinsové Divoši s Philipem Seymourem Hoffmanem. Za svůj výkon obdržela třetí nominaci na Oscara.
V roce 2008 ztvárnila hlavní roli Abigail Adamsové v minisérii John Adams společnosti HBO, kterou režíroval Tom Hooper. Minisérie se stala kritickým a oceňovaným hitem roku a získala 13 cen Emmy, čímž předstihla minisérii Andělé v Americe (11 vítězství) v minisérií s nejvyšším počtem cen Emmy v historii. Za svůj výkon získala třetí cenu Emmy. Téhož roku hrála roli La Marquise de Merteuil na Broadwayi v revivalu hry Nebezpečné známosti Christophera Hamptona po boku Mamie Gummer a Benjamina Walkera v divadle American Airlines Theatre. Od roku 2009 byla moderátorkou televizního seriálu Masterpiece Classic stanice PBS.

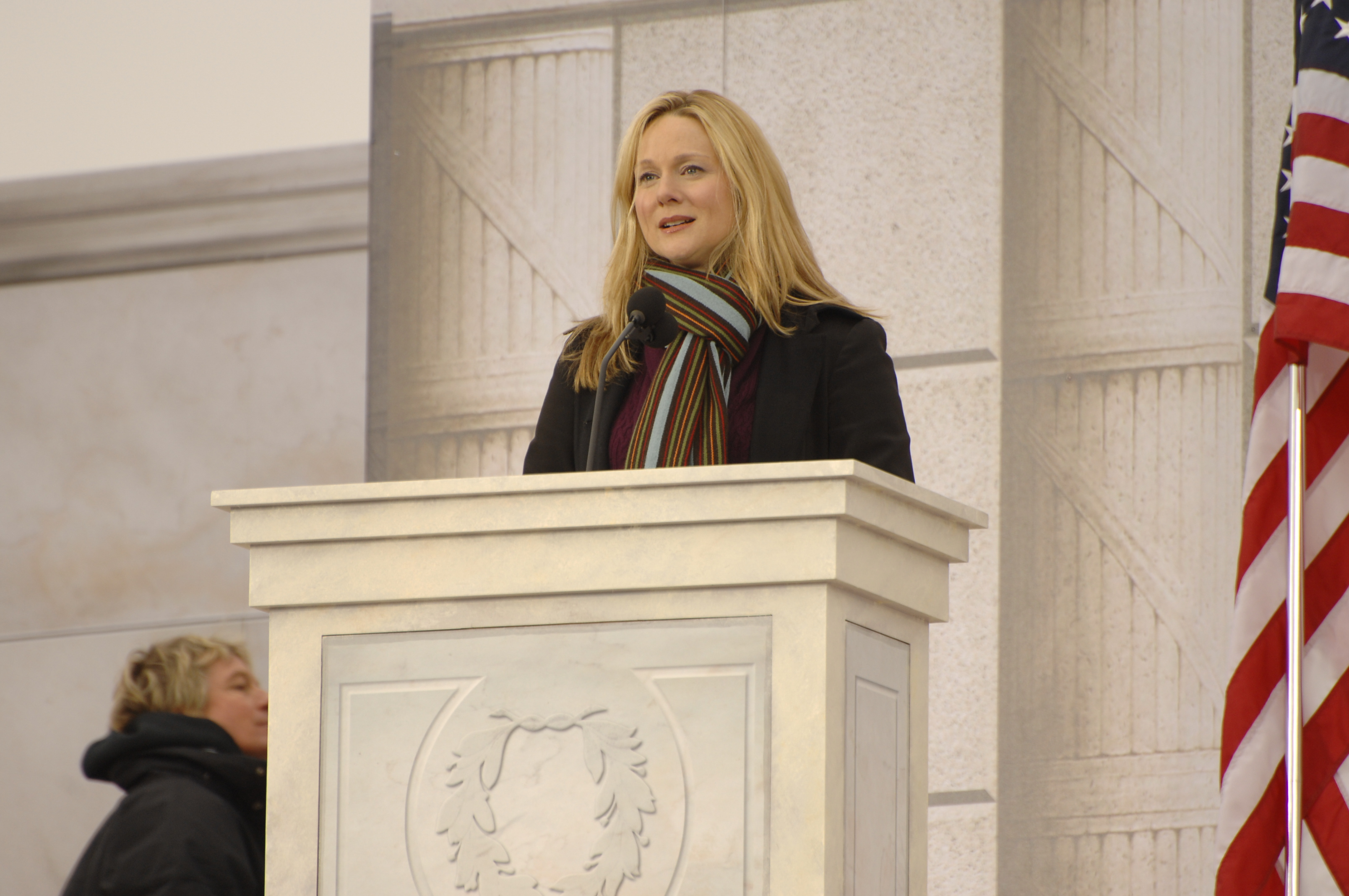
Linneyová na inauguraci Baracka Obamy v roce 2009

V roce 2009 se zúčastnila akce We Are One: The Obama Inaugural Celebration v Lincoln Memorial, kde četla pasáže od Franklina D. Roosevelta a Johna F. Kennedyho. Akce, která byla zdarma a otevřená pro veřejnost v Lincolnově památníku ve Washingtonu, D.C. Podle prezidentského inauguračního výboru „nedělní odpolední představení bude založeno na historii a oživeno zábavou, která souvisí s tématy, která formovala Baracka Obamu, a která budou charakteristickými znaky jeho administrativy.“ Obama promluvil na konci akce, která představovala herce, kteří četli historické pasáže a také hudební vystoupení.

### 2010–2019
V roce 2010 hrála Linneyová v inscenaci divadelní hry Time Stands Still od Donalda Marguliese na Broadwayi po boku Briana d'Arcy Jamese a Alicie Silverstoneové od 28. ledna do 27. března 2010. Za svůj výkon obdržela třetí nominaci na cenu Tony. Hra se vrátila na Broadway s většinou původního obsazení v září 2010 a skončila 30. ledna 2011. Téhož roku se vrátila na televizní obrazovky, kdy ztvárnila hlavní roli v komediálně-dramatickém seriálu Ve znamení raka společnosti Showtime. V seriálu sloužila jako herečka i výkonná producentka. Ztvárnila roli vesnické manželky a matky, která zkoumá emocionální vzestupy a pády, zatímco má rakovinu a změny, které rakovina přináší do jejího života a do pocitu, kým je. V roce 2011 za tuto roli získala Zlatý glóbus. V roce 2013 získala svou čtvrtou cenu Emmy za výkon v poslední řadě tohoto seriálu.

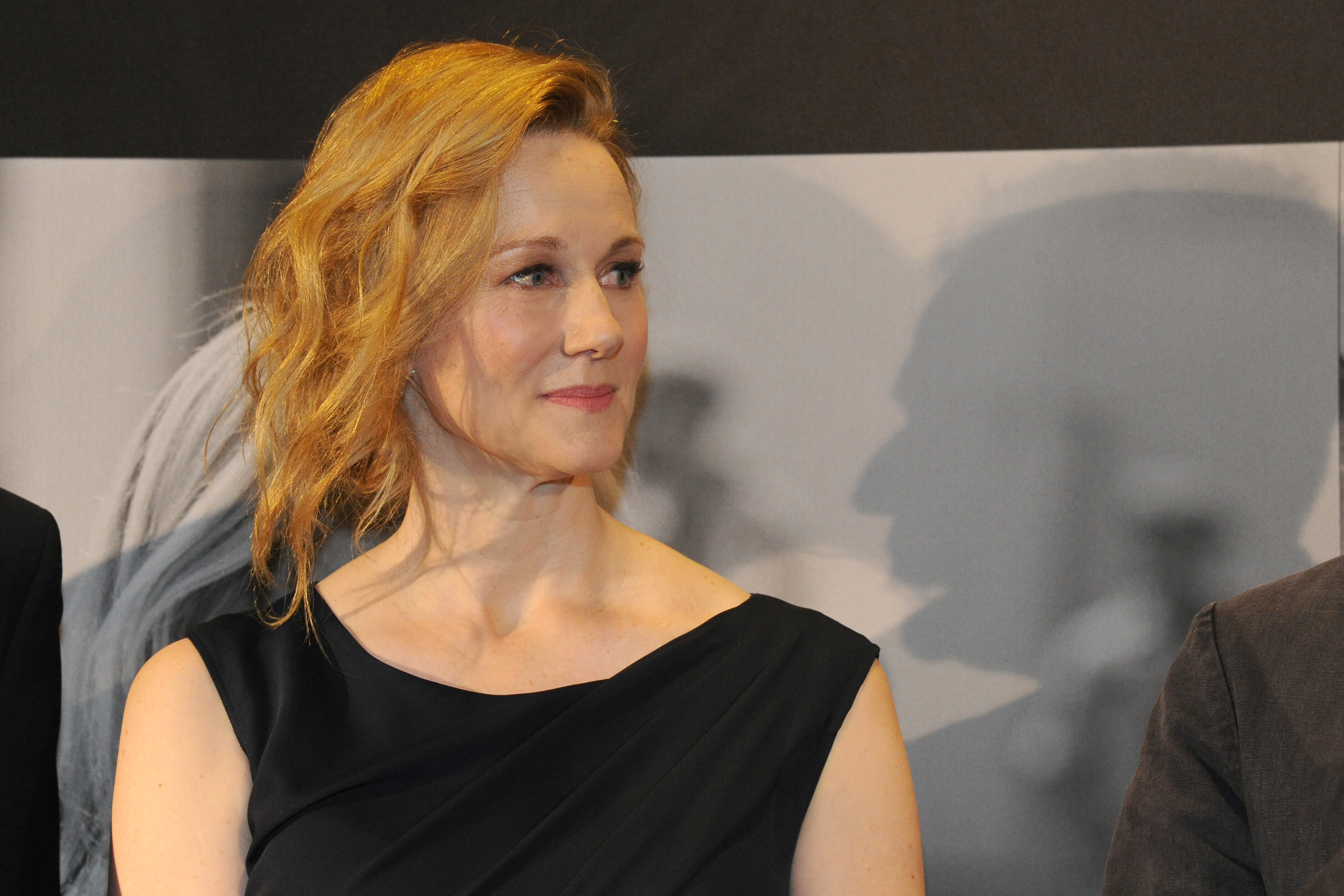
Linneyová na americkém velvyslanectví v Berlíně (2016)

V roce 2012 ztvárnila hlavní roli Margaret Suckley ve filmu Královský víkend po boku Billa Murraye v roli Franklina D. Roosevelta a Olivie Colmanové v roli Elizabeth Bowes-Lyon. V roce 2015 hrála ve filmu Mr. Holmes po boku Iana McKellena. Na serveru Rotten Tomatoes film získal hodnocení 88 % na základě 185 recenzí. V roce 2016 se objevila ve filmu Sully: Zázrak na řece Hudson v roli Lorraine Sullenberger po boku Toma Hankse. Film se stal kritickým a komerčním úspěchem, který vydělal téměř 240 milionů dolarů.
V roce 2016 účinkovala v dramatickém filmu Genius po boku Colina Firtha, Jude Law, Nicole Kidman, Guy Pearce a Dominica Westa. Téhož roku se objevila také v psychologickém thrilleru Noční zvířata po boku Amy Adams, Jakea Gyllenhaala a Michaela Shannona. Film byl nominován na Zlatého lva na Benátském filmovém festivalu, kde obdržel hlavní cenu poroty.
Mezi lety 2017–2022 ztvárnila hlavní roli Wendy Byrdeové v kriminálním seriálu Ozark společnosti Netflix po boku Jasona Batemana. Za svůj výkon ve druhé, třetí a čtvrté řadě byla nominována na cenu Emmy v kategorii nejlepší ženský herecký výkon v dramatickém seriálu a za výkon ve všech čtyřech řadách byla nominována na Cenu Sdružení filmových a televizních herců v kategorii nejlepší herečka v dramatickém seriálu.
V roce 2017 účinkovala v revivalu hry The Little Foxes na Broadwayi po boku Cynthii Nixonové v Samuel J. Friedman Theatre. Za svůj výkon obdržela čtvrtou nominaci na cenu Tony.
V roce 2019 si zopakovala svou roli Mary Ann Singleton v minisérii Výstřední společnost společnosti Netflix, kde účinkovala po boku Olympie Dukakis a Elliota Page, založené na stejnojmenné minisérii z roku 1993.

### 2020–dosud
V roce 2020 ztvárnila hlavní roli v dramatickém filmu Ještě máme čas po boku Viggo Mortensena, který film také režíroval.

## Filmografie

### Film
| Rok  | Název                        | Role                      | Poznámky   |
| ---- | ---------------------------- | ------------------------- | ---------- |
| 1992 | Lék pro Lorenza              | mladá učitelka            |            |
| 1993 | Dave                         | Randi                     |            |
| 1993 | Nevinné tahy                 | učitelka                  |            |
| 1994 | Život naruby                 | Nancy Lambert Newland     |            |
| 1995 | Kongo                        | doktorka Karen Ross       |            |
| 1996 | Prvotní strach               | Janet Venable             |            |
| 1997 | Absolutní moc                | Kate Whitney              |            |
| 1998 | Truman Show                  | Meryl Burbank/Hannah Gill |            |
| 1999 | Lush                         | Rachel Van Dyke           |            |
| 2000 | The House of Mirth           | Bertha Dorset             |            |
| 2000 | Na mě se můžeš spolehnout    | Samantha 'Sammy' Prescott |            |
| 2000 | Tápající                     | Callie                    |            |
| 2002 | Proroctví z temnot           | Connie Mills              |            |
| 2002 | Projekt Laramie              | Sherry Johnson            |            |
| 2003 | Život Davida Galea           | Constance Harraway        |            |
| 2003 | Tajemná řeka                 | Annabeth Markum           |            |
| 2003 | Láska nebeská                | Sarah                     |            |
| 2004 | Kinsey                       | Clara McMillen            |            |
| 2004 | P.S.                         | Louise Harrington         |            |
| 2005 | V moci ďábla                 | Erin Bruner               |            |
| 2005 | Sépie a velryba              | Joan Berkman              |            |
| 2006 | Jindabyne                    | Claire                    |            |
| 2006 | Lekce řízení                 | Laura Marshall            |            |
| 2006 | Man of the Year              | Eleanor Green             |            |
| 2006 | Hořká krajina                | Jesse                     |            |
| 2006 | Arménská genocida            | Maria Jacobsen            |            |
| 2007 | Osudové selhání              | Kate Burroughs            |            |
| 2007 | Divoši                       | Wendy Savage              |            |
| 2007 | Holka na hlídání             | Paní X                    |            |
| 2008 | Město Osudu                  | Caroline                  |            |
| 2008 | Druhý muž                    | Lisa                      |            |
| 2009 | Morning                      | doktorka Goodman          |            |
| 2009 | Mocná síla soucitu           | Nina Hogue                |            |
| 2011 | The Details                  | Lila                      |            |
| 2011 | Velká vánoční jízda          | počítač na severním pólu  | dabing     |
| 2012 | Královský víkend             | Margaret Suckley          |            |
| 2013 | WikiLeaks                    | Sarah Shaw                |            |
| 2015 | Mr. Holmes                   | paní Munroová             |            |
| 2016 | Genius                       | Louise Saunders           |            |
| 2016 | Želvy Ninja 2                | Rebecca Vincent           |            |
| 2016 | Sully: Zázrak na řece Hudson | Lorraine Sullenberger     |            |
| 2016 | Noční zvířata                | Anne Sutton               | cameo role |
| 2017 | Osudová večeře               | Claire Lohman             |            |
| 2020 | Ještě máme čas               | Sarah Peterson            |            |
| 2020 | The Roads Not Taken          | Rita                      |            |
| 2024 | Wildcat                      |                           | natáčí se  |

### Televize
| Rok       | Název                  | Role                  | Poznámky                          |
| --------- | ---------------------- | --------------------- | --------------------------------- |
| 1993      | Ročník 61              | Lily Magraw           | TV film                           |
| 1993      | Slepý bod              | Phoebe                | TV film                           |
| 1993      | Tales of the City      | Mary Ann Singleton    | minisérie, 6 dílů                 |
| 1994      | Zákon a pořádek        | Martha Bowen          | díl: Blue Bamboo                  |
| 1998      | More Tales of the City | Mary Ann Singleton    | minisérie, 6 dílů                 |
| 1999      | Milostné dopisy        | Melisa Gardner Cobb   | TV film                           |
| 2000      | Milenky v akci         | Lauren Hartman        | TV film                           |
| 2001      | Iris                   | Iris Bravard          | TV film                           |
| 2001      | Historky z města       | Mary Ann Singleton    | minisérie, 4 díly                 |
| 2002      | Tatík Hill a spol.     | Marlene               | díl: Dang Ol' Love                |
| 2003–2004 | Frasier                | Mindy / Charlotte     | 6 dílů                            |
| 2006      | Americký táta          | doktorka Gupta (hlas) | díl: Roger 'n' Me                 |
| 2008      | John Adams             | Abigail Adams         | minisérie, 7 dílů                 |
| 2010–2013 | Ve znamení raka        | Cathy Jamison         | také výkonná producentka, 40 dílů |
| 2016      | Amyino plodné lůno     | sama sebe             | díl: Brave                        |
| 2017–2022 | Ozark                  | Wendy Byrdeová        | hlavní role, 44 dílů              |
| 2018      | BoJack Horseman        | sama sebe (hlas)      | díl: The Dog Days Are Over        |
| 2019      | Výstřední společnost   | Mary Ann Singleton    | hlavní role, 9 dílů               |
| 2020      | American Experience    | různé hlasy           | díl: The Vote                     |
| 2022      | The Last Movie Stars   | Joanne Woodword       | dokumentární seriál, 6 dílů       |

### Divadlo
| Rok       | Název                     | Role                            | Poznámky |
| --------- | ------------------------- | ------------------------------- | --- |
| 1990–1992 | Six Degrees of Separation | Tess                            | 8. listopadu 1990 – 5. ledna 1992 Understudy                                                                                                 |
| 1992      | Sight Unseen              | Grete                           | Theatre World Award Nominována — Drama Desk Award pro nejlepší herečku                                                                       |
| 1992–1993 | Racek                     | Nina                            | 29. listopadu 1992 – 10. ledna 1993 |
| 1994      | Heda Gablerová            | Tea Elvstedová                  | 10. července 1994 – 7. srpna 1994 |
| 1995–1996 | Holiday                   | Linda Seton                     | 3. prosince 1995 – 14. ledna 1996 |
| 1998      | Honour                    | Claudia                         | 26. dubna 1998 – 14. června 1998 |
| 2000      | Strýček Váňa              | Jelena Andrejevna               | 30. dubna 2000 – 11. června 2000 |
| 2002      | Čarodějky ze Salemu       | Elizabeth Proctor               | 7. března 2002 – 9. června 2002 Nominována — Cena Tony pro nejlepší činoherní herečku                                                        |
| 2004      | Sight Unseen              | Patricia                        | 25. května 2004 – 25. července 2004 Nominována — Drama Desk Award pro nejlepší herečku Nominována — Cena Tony pro nejlepší činoherní herečku |
| 2008      | Nebezpečné známosti       | Markýza de Merteuil             | 1. května 2008 – 6. července 2008 |
| 2010–2011 | Time Stands Still         | Sarah Goodwin                   | 28. ledna 2010 – 30. ledna 2011 Nominována — Drama Desk Award pro nejlepší herečku Nominována — Cena Tony pro nejlepší činoherní herečku     |
| 2017      | The Little Foxes          | Regina Giddens / Birdie Hubbard | |
| 2018–2020 | My Name Is Lucy Barton    | Lucy Barton                     | 2. červen 2018 – 29. únor 2020 |